# Giric de Escocia

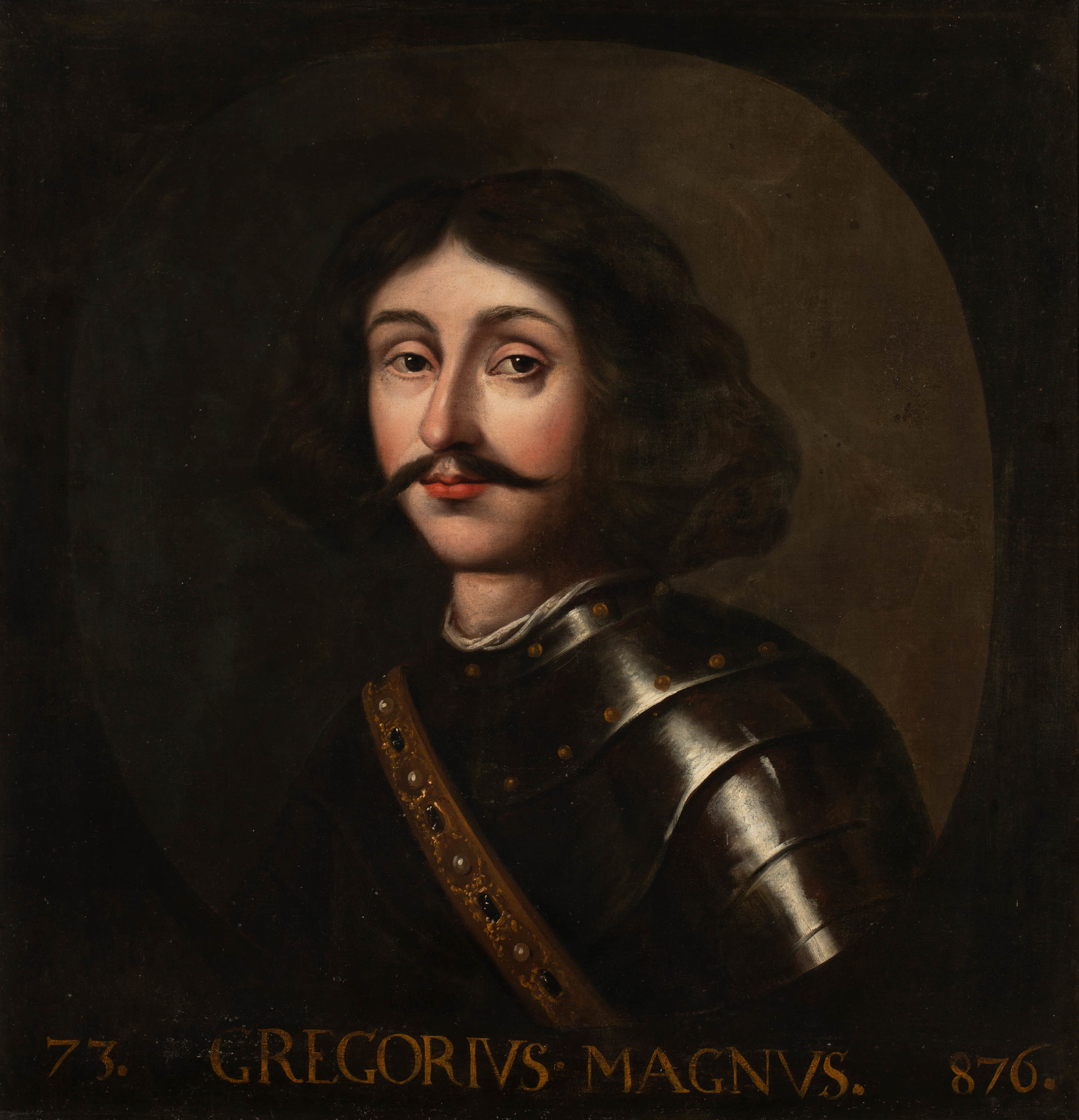
Retrato de Giric por Jacob de Wet.1673.

Girc de Escocia, Grig o Gregorio fue rey de Escocia, conjuntamente con su hermano Eochaid, el quinto del reino unificado de Scone. Era hijo del rey Run de Strathclyde y nieto, por línea materna, de Kenneth I. Sucedió en 878 a Aedh, hijo de Kenneth I. De su reinado se sabe que hubo un eclipse de Sol y por tanto se ha podido datar con más precisión. Hizo conquistas en los reinos de Bernicia y Northumbria y fue el primer monarca en otorgar libertad a la iglesia. Girc y su hermano fueron vencidos por los vikingos en Dollar (Stirling) en 875, por lo que tuvieron que guarecerse en Perth.
Fue destronado en 889 y probablemente murió en aquel mismo año. Se sabe muy poco de su vida, simplemente los historiadores lo han querido presentar como un libertador del pueblo escocés contra los escandinavos.